# Carlos García García
Carlos García García (Durango, 13 agosto 1970) è un ex calciatore spagnolo, di ruolo difensore.

## Carriera
Cresce nelle giovanili del Cultural Durango, squadra della sua città, con la quale debutta in prima squadra nella stagione 1989-1990 in Segunda División B.  L'anno successivo passa al Sestao Sport, quindi all'Athletic Bilbao, che lo lascia un anno nella squadra riserve.
Nella stagione 1992-1993 debutta con i rojiblancos nella Primera División, precisamente nella partita Athletic-Cadice 2-1 del 6 settembre 1992.
Due anni più tardi viene mandato in prestito all'Osasuna, da cui ritorna la stagione seguente.
Da quel momento non lascia più l'Athletic con il quale termina la carriera nel 2003, dopo averne vestito la maglia per 264 volte (226 in campionato), segnando 25 reti.